# Blainville-sur-Orne
Blainville-sur-Orne és un municipi francès situat al departament de Calvados i a la regió de Normandia. L'any 2007 tenia 5.541 habitants.

## Demografia

### Població
El 2007 la població de fet de Blainville-sur-Orne era de 5.541 persones. Hi havia 2.133 famílies de les quals 516 eren unipersonals (180 homes vivint sols i 336 dones vivint soles), 568 parelles sense fills, 829 parelles amb fills i 220 famílies monoparentals amb fills.
La població ha evolucionat segons el següent gràfic:
Habitants censats

### Habitatges
El 2007 hi havia 2.192 habitatges, 2.144 eren l'habitatge principal de la família, 2 eren segones residències i 46 estaven desocupats. 1.382 eren cases i 765 eren apartaments. Dels 2.144 habitatges principals, 980 estaven ocupats pels seus propietaris, 1.149 estaven llogats i ocupats pels llogaters i 15 estaven cedits a títol gratuït; 12 tenien una cambra, 196 en tenien dues, 425 en tenien tres, 713 en tenien quatre i 798 en tenien cinc o més. 1.613 habitatges disposaven pel capbaix d'una plaça de pàrquing. A 1.009 habitatges hi havia un automòbil i a 870 n'hi havia dos o més.

### Piràmide de població
La piràmide de població per edats i sexe el 2009 era:
| Homes | Edats   | Dones |
| ----- | ------- | ----- |
| 0     | 95 o +  | 4     |
| 4     | 90 a 94 | 4     |
| 8     | 85 a 89 | 20    |
| 8     | 80 a 84 | 16    |
| 48    | 75 a 79 | 40    |
| 56    | 70 a 74 | 104   |
| 56    | 65 a 69 | 76    |
| 116   | 60 a 64 | 112   |
| 132   | 55 a 59 | 100   |
| 152   | 50 a 54 | 176   |
| 224   | 45 a 49 | 204   |
| 160   | 40 a 44 | 192   |
| 132   | 35 a 39 | 148   |
| 136   | 30 a 34 | 148   |
| 132   | 25 a 29 | 132   |
| 144   | 20 a 24 | 148   |
| 180   | 15 a 19 | 200   |
| 164   | 10 a 14 | 176   |
| 148   | 5 a 9   | 164   |
| 108   | 0 a 4   | 116   |

## Economia
El 2007 la població en edat de treballar era de 3.715 persones, 2.755 eren actives i 960 eren inactives. De les 2.755 persones actives 2.456 estaven ocupades (1.267 homes i 1.189 dones) i 299 estaven aturades (127 homes i 172 dones). De les 960 persones inactives 334 estaven jubilades, 373 estaven estudiant i 253 estaven classificades com a «altres inactius».

### Ingressos
El 2009 a Blainville-sur-Orne hi havia 2.287 unitats fiscals que integraven 5.845,5 persones, la mediana anual d'ingressos fiscals per persona era de 17.933 €.

### Activitats econòmiques
Dels 148 establiments que hi havia el 2007, 8 eren d'empreses extractives, 4 d'empreses alimentàries, 3 d'empreses de fabricació d'elements pel transport, 11 d'empreses de fabricació d'altres productes industrials, 25 d'empreses de construcció, 36 d'empreses de comerç i reparació d'automòbils, 7 d'empreses de transport, 6 d'empreses d'hostatgeria i restauració, 2 d'empreses d'informació i comunicació, 3 d'empreses financeres, 3 d'empreses immobiliàries, 7 d'empreses de serveis, 19 d'entitats de l'administració pública i 14 d'empreses classificades com a «altres activitats de serveis».
Dels 32 establiments de servei als particulars que hi havia el 2009, 1 era una oficina de correu, 2 tallers de reparació d'automòbils i de material agrícola, 1 autoescola, 8 paletes, 2 guixaires pintors, 4 fusteries, 2 lampisteries, 1 electricista, 1 empresa de construcció, 6 perruqueries, 3 restaurants i 1 tintoreria.
Dels 11 establiments comercials que hi havia el 2009, 1 era un hipermercat, 2 botiges de menys de 120 m², 3 fleques, 2 carnisseries, 1 una botiga d'electrodomèstics i 2 floristeries.
L'any 2000 a Blainville-sur-Orne hi havia 3 explotacions agrícoles.

## Equipaments sanitaris i escolars
Els 2 equipaments sanitaris que hi havia el 2009 eren farmàcies.
El 2009 hi havia 2 escoles maternals i 2 escoles elementals. Blainville-sur-Orne disposava d'un col·legi d'educació secundària amb 351 alumnes.

## Poblacions més properes
El següent diagrama mostra les poblacions més properes.